# Eleusis pallida
Eleusis pallida är en skalbaggsart som beskrevs av Leconte 1863. Eleusis pallida ingår i släktet Eleusis och familjen kortvingar. Inga underarter finns listade i Catalogue of Life.